# اریپراندو ویسکونتی
اریپراندو ویسکونتی (ایتالیایی: Eriprando Visconti؛ ‏ ۲۴ سپتامبر ۱۹۳۲ – ۲۶ مهٔ ۱۹۹۵) کارگردان فیلم و فیلم‌نامه‌نویس اهل ایتالیا و برادرزادهٔ کارگردان نامدار ایتالیا لوکینو ویسکونتی بود.
از فیلم‌هایی که وی در آن نقش داشته‌است، می‌توان به آدم‌ربایی، اوئدیپوس اُرکا، دبیرستان، متروک، عشق نافرجام و یک داستان میلانی اشاره کرد.